# José Madueña
José Antonio Madueña López, noto semplicemente come José Madueña (Mexicali, 29 maggio 1990), è un calciatore messicano, difensore svincolato.

## Caratteristiche tecniche
È un terzino destro.

## Carriera
Cresciuto nel settore giovanile del Club Tijuana, ha esordito in prima squadra il 25 marzo 2010 disputando l'incontro di Liga de Ascenso vinto 1-0 contro il Dorados.